# Clara (Offaly)
Clara (en gaèlic irlandès Clóirtheach, que vol dir "planura", o An Clárach) és una vila d'Irlanda, al comtat d'Offaly, a la província de Leinster. Es troba als marges del riu Brosna, connectat amb el riu Shannon, al nord del comtat fent frontera amb el comtat de Westmeath. Clara és el nom modern amb què era coneguda la Baronia de Kilcoursey i la parròquia de Kilbride. El mapa més antic de Clara data de l'Ordnance Survey de 1838.

## Història
La vila està situada a la rada d'Esker, hi restes de fortaleses d'anell (ringforts). Hi ha restes d'un monestir del segle xii a Kilbride, que segons la tradició fou fundat per Brígida d'Irlanda i que està lligat a la ruta de l'abadia de Durrow fundat per Columba d'Iona. Políticament la zona era controlada pel clan de Sinnach O'Catharniagh (Fox O'Carney), prínceps de Tethbae (comtat de Westmeath), fins que van participar en la rebel·lió irlandesa de 1641 i les terres els foren expropiades i entregades a Samuel Rust, soldat de Cromwell. Aquest va vendre les terres a les famílies Armstrong i Bagot. El darrer Armstrong va morir el 1802 i les terres passaren a la família Cox. El 1825 els Goodbody de Mountmellick hi van introduir les primeres indústries i esdevingué un important centre quàquer.

## Personatges il·lustres
- Brian Cowen